# Gerda Steinhoff
Gerda Steinhoff (Città Libera di Danzica, 29 gennaio 1922 – Danzica, 4 luglio 1946) è stata una militare tedesca, guardia delle SS dei campi di concentramento nazisti dopo l'invasione tedesca della Polonia nel 1939.

## Biografia

### Carriera
Nacque a Danzica, da adolescente lavorò prima come domestica in una fattoria a Tygenhagen, poi dal 1939 lavorò in un panificio sempre a Danzica e successivamente divenne autista di tram. Si sposò nel 1944 ed ebbe un figlio. Nello stesso anno, approfittando della richiesta nazista di nuove guardie, si unì al personale del campo di Stutthof.
Il 1º ottobre 1944, fu promossa Blockleiterin (capo blocco) nel campo femminile di Stutthof SK-III dove partecipò alle selezioni dei prigionieri da inviare alle camere a gas. Il 31 ottobre fu promossa SS-Oberaufseherin e assegnata al sottocampo di Danzig-Holm.
Il 1º dicembre 1944, fu riassegnata al sottocampo femminile Stutthof Bromberg-Ost, a Bydgoszcz. Il 25 gennaio 1945, ricevette una medaglia per la sua lealtà e il servizio per il Terzo Reich: era una donna dedita al suo lavoro, conosciuta come una sorvegliante spietata. Poco prima della fine della guerra lasciò il campo per tornare a casa.

## Arresto, processo ed esecuzione

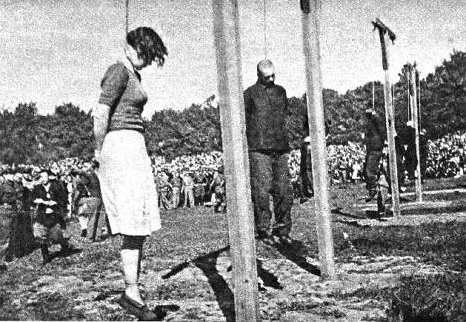
Esecuzione del personale di Stutthof a Biskupia Górka, 4 luglio 1946. Steinhoff è a sinistra.

Il 25 maggio 1945, fu arrestata e imprigionata dagli ufficiali polacchi. Fu processata al primo processo di Stutthof insieme ad altre donne del personale SS e ai kapo.
Fu giudicata colpevole e condannata per crimini contro l'umanità per il suo coinvolgimento nelle selezioni e per i suoi sadici abusi sui prigionieri. Condannata a morte, il 4 luglio 1946 fu impiccata pubblicamente con altri dieci condannati sulla collina di Biskupia Górka, vicino a Danzica.